# ナプシス
ナプシス(Napsis)株式会社は、スペインのオープンソースソフトウェアをビジネスとして展開する企業。2003年設立。
POSシステムソフトウエア『nTPV』を主力商品としている。また、LinuxクラスターやLinuxカーネルを専門とし、企業向けにセキュリティーやサーバなどのLinuxサービスを提供している。